# Gorenje Lakovnice
Gorenje Lakovnice este o localitate din comuna Novo mesto, Slovenia, cu o populație de 78 de locuitori.